# Pernilla Wahlgren

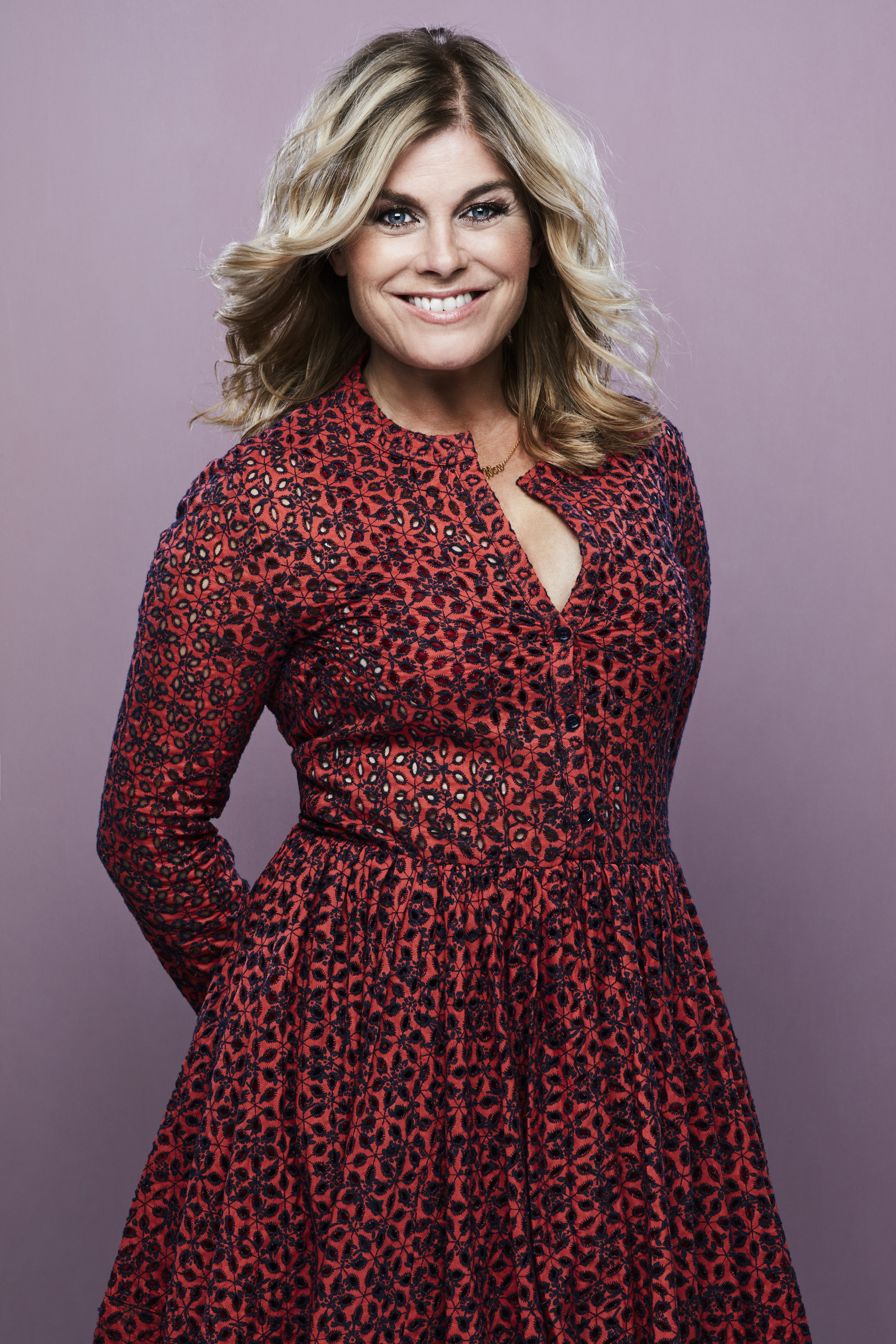
Pernilla Wahlgren (2016)

Pernilla Nina Elisabet Wahlgren (* 24. Dezember 1967 in Gustavsberg, Schweden) ist eine schwedische Sängerin, Schauspielerin und Moderatorin. Sie nahm mehrfach am schwedischen Vorentscheid zum Eurovision Song Contest, dem Melodifestivalen, teil. Vor allem ihr Beitrag von 1985 Piccadilly Circus erlangte große Bekanntheit in Schweden. Wahlgren spielte in verschiedenen Film- und Theaterproduktionen mit, darunter die Rolle der Esmeralda im mehrfach mit dem Oscar ausgezeichneten Film Fanny und Alexander. Für ihre Theaterarbeit erhielt sie zwei Mal den Guldmasken award.

## Leben und Karriere

### Schauspielerin

#### Film- und Fernsehproduktionen
Bereits mit vier Jahren stand Wahlgren erstmals vor der Kamera. An der Seite ihrer Mutter, der Schauspielerin Christina Schollin, war sie in der Fernsehsendung Den längsta dagen zu sehen. Nach ihrem Engagement in Fanny und Alexander im Jahr 1982 folgten Auftritte in weiteren schwedischen Produktionen wie Nygammalt und Razzel. In letzterer präsentierte sie ihre Debütsingle Nu har det tänt. Außerdem war sie in Der Weg der Schlange auf dem Felsen (Ormens väg på hälleberget, 1986) und Snoken (1995) zu sehen.

#### Theaterproduktionen
Wahlgren ging auf die musikbetonte Schule Adolf Fredriks Musikklasser und war Teil des Saltsjöbaden Theaters, an dem sie auch eine kleine Rolle in Der kleine Prinz spielte. Nach dieser Rolle wurde sie als Annie für das gleichnamige Stück am Stockholmer Theater Folkan ausgewählt. Es folgten weitere Rollen am selben Theater, darunter in Karlsson vom Dach, Mio, mein Mio und Schneewittchen. In der schwedischen Fassung des Musicals The Sound of Music spielte sie ab 1982 die Rolle der Louise, ebenfalls am Folkan. Im Stück Pippi Langstrumpf ersetzte sie Siw Malmkwist in der Rolle der Pippi, für die sie positive Kritiken erhielt. Sie trat in Theaterkomödien in Stockholm, darunter in Parneviks cirkusparty, Spanska flugan und Bubbel trubbel auf. Zwei Mal wurde sie mit dem Guldmasken award für ihre Theaterarbeit ausgezeichnet, zuerst für ihre Rolle in Charleys tant am Intiman Theater und dann für ihre Rolle in Kärlek & lavemang am Fredriksdalsteatern in Helsingborg. Es folgten weitere Engagements, darunter in den Musicals Annie Get Your Gun, Grease, Der Zauberer von Oz und Cats. Am 29. September 2007 wurde The Sound of Music im Göta Lejon Theater in Stockholm uraufgeführt, worin Wahlgren Teil einer Besetzung war, zu der auch Tommy Nilsson gehörte. Im Jahr 2013 hatte sie eine Rolle in dem Musical Priscilla, Queen of the Desert, ebenfalls im Göta Lejon Theater. 2018 und 2019 trat Wahlgren mit ihrer eigenen Bühnenshow auf, die ihr 40-jähriges Bestehen als Sängerin und Schauspielerin, namens Kort, glad och tacksam (klein, glücklich und dankbar), feierte. Ihre zweite Bühnenshow, eine Fortsetzung von Kort, glad och tacksam, genannt Pernilla Wahlgren har hybris (Pernilla Wahlgren hat Hybris), geschrieben und inszeniert von Edward af Sillén, wurde 2020 uraufgeführt.

### Sängerin

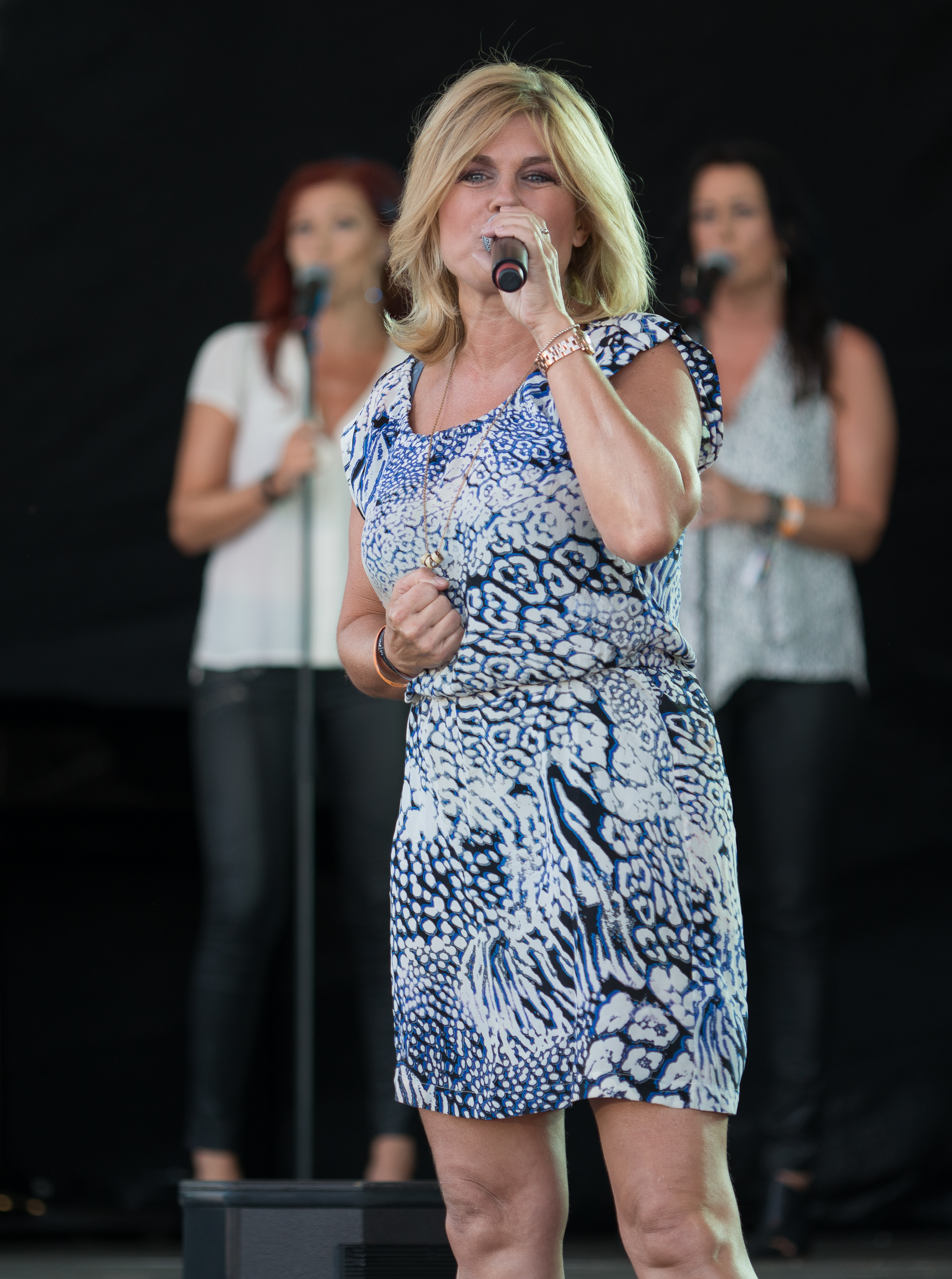
Pernilla Wahlgren bei der Stockholm Pride, 2014

Mitte der 1980er-Jahre begann Wahlgren eine Karriere als Popsängerin, mit verschiedenen Touren und der Veröffentlichung von Studioalben. 2006 erschien ihr Album Beautiful Day, die Debütsingle des Albums Talking to an Angel wurde mit Gold ausgezeichnet. Der Song Come Inside My World vom gleichen Album wurde zum Titellied des TV4-Formates Förkväll.

#### Teilnahmen am Melodifestivalen
Mehrere Male versuchte Wahlgren Schweden beim Eurovision Song Contest zu vertreten. Mit ihrem Beitrag Piccadilly Circus im Jahr 1985 gelang ihr der musikalische Durchbruch, der Song wurde zum Publikumsliebling, erreichte im Vorentscheid allerdings nur den vierten Rang. Ein weiteres Mal nahm sie am Melodifestivalen 1991 teil, schied mit dem Song Tvillingsjäl allerdings bereits in der ersten Abstimmungsrunde aus. Zusammen mit Jan Johansen kehrte sie 2003 zum Melodifestivalen zurück. Ihr gemeinsamer Beitrag Let Your Spirit Fly erreichte den zweiten Platz. Zwei weitere Male nahm sie seither am Melodifestivalen teil, 2010 mit dem Song Jag vill om du vågar sowie 2013 (gemeinsam mit Jenny Silver und Hanna Hedlund als Formation Swedish House Wives) mit dem Beitrag On Top of the World.

### Moderatorin und Synchronsprecherin
Wahlgren moderierte bereits verschiedene Fernsehsendungen, darunter die SVT-Formate Scenen är din und Söndagsöppet sowie die TV4-Formate Småstjärnorna und Baby Boom. Gemeinsam mit ihrem Bruder Niclas Wahlgren moderierte sie zudem das Kinderformat Nicke & Nilla, ebenfalls bei TV4. Beim Melodifestivalen 2021 moderierte Wahlgren gemeinsam mit Christer Björkman und Per Andersson das vierte Halbfinale. Am 25. Oktober 2022 gab SVT bekannt, dass Wahlgren als Nachfolgerin von Sanna Nielsen ab der Saison 2023 die schwedische Sommersendung Allsång på Skansen moderieren wird. Auch 2024 wird sie die Sendung moderieren. Außerdem war Wahlgren die Synchronstimme verschiedener Rollen, darunter Sandy Cheeks in SpongeBob Schwammkopf, Einhorn-Kitty in The LEGO Movie, und Misty, Melody und Delia Ketchum in verschiedenen Pokémon-Filmen.

### Weitere Auftritte
Seit 2016 begleitete eine Reality-Show das Leben von Pernilla Wahlgren und ihrer Tochter Bianca Ingrosso, die zuerst auf Kanal 5 ausgestrahlt wurde. Die 11. Staffel von Wahlgrens värld (Wahlgrens Welt) ist seit 2022 über Discovery+ abrufbar.

### Privates
Wahlgren, die am Heiligabend 1967 als Tochter von Christina Schollin und Hans Wahlgren zur Welt kam, hatte verschiedene Beziehungen. Aus ihrer Ehe mit Emilio Ingrosso (1993–2002) stammen die Kinder Oliver Ingrosso (* 1989), DJ, Musikproduzent und Schauspieler, Bianca Ingrosso (* 1994), Influencerin und Sängerin sowie Benjamin Ingrosso (* 1997), Sänger, Künstler und Liedermacher. Mit Joachim Lennholm hat sie einen gemeinsamen Sohn, Theo (* 2007). In einer Ausgabe der schwedischen Fernsehsendung Vem tror du att du är? (Wer glaubst du wer du bist?), die 2011 bei SVT ausgestrahlt wurde, wurde bekannt, dass die Vorfahren ihres Vaters italienischen Ursprungs waren. Wahlgren hat drei Brüder, Sänger und Schauspieler Niclas Wahlgren, Schauspieler Linus Wahlgren sowie Broker und Feuerwehrmann Peter Wahlgren.
Seit 2021 führt sie eine Beziehung mit Christian Bauer.

## Diskografie

### Singles
| Jahr | Titel Album                         | Höchstplatzierung, Gesamtwochen, AuszeichnungChartsChartplatzierungen (Jahr, Titel, Album, Platzierungen, Wochen, Auszeichnungen, Anmerkungen) | Anmerkungen                                            |
| Jahr | Titel Album                         | SE | Anmerkungen                                            |
| ---- | ----------------------------------- | --- | ------------------------------------------------------ |
| 1985 | Piccadilly Circus Pernilla Wahlgren | SE5 (5 Wo.)SE | Erstveröffentlichung: 9. März 1985                     |
| 1985 | Svindlande affärer                  | SE20 (1 Wo.)SE | Erstveröffentlichung: 3. August 1985                   |
| 1986 | Love on You Attractive              | SE8 (4 Wo.)SE | Erstveröffentlichung: 9. März 1985                     |
| 1986 | Paradise Attractive                 | SE6 (3 Wo.)SE | Erstveröffentlichung: 9. März 1985 mit Emilio Ingrosso |
| 1987 | I Need Your Love                    | SE4 (6 Wo.)SE | Erstveröffentlichung: 15. November 1987                |
| 1988 | Running for Cover                   | SE11 (3 Wo.)SE | Erstveröffentlichung: 2. April 1988                    |
| 1989 | Mardröm                             | SE16 (3 Wo.)SE | Erstveröffentlichung: 9. März 1985                     |
| 1992 | C’est Démon!                        | SE7 (4 Wo.)SE | Erstveröffentlichung: 9. März 1985                     |